# Nadolany
Nadolany – wieś w województwie podkarpackim, w powiecie sanockim, w gminie Bukowsko, położona nad potokiem Pielnica na Pogórzu Bukowskim. Ma statyus sołectwa.
W latach 1975–1998 miejscowość położona była w województwie krośnieńskim.

## Położenie geograficzne
Wieś położona jest przy drodze wojewódzkiej nr 889 z Sieniawy, przez Bukowsko do Szczawnego. Droga ta łączy się z drogą 892 prowadzącą do przejścia granicznego przez Radoszyce na Słowację.
Wieś położona jest nad potokiem Pielnica (dopływ Wisłoka), z prawego brzegu, w okolicy podgórskiej. Na południu graniczy z Nowotańcem, na północy z Pielnią.

## Części wsi
| SIMC    | Nazwa    | Rodzaj    |
| ------- | -------- | --------- |
| 0346655 | Równie   | część wsi |
| 0346661 | Wodnica  | część wsi |
| 0346678 | Wygnanka | część wsi |

## Historia
W latach 1340–1772 wieś leżała w ziemi sanockiej, w województwie ruskim. W latach 1772–1852 w cyrkule leskim, a następnie cyrkule sanockim. Od roku 1867 wieś leżała w powiecie sanockim, w gminie Bukowsko w Galicji. Do roku 1914 starostwo powiatowe w Sanoku, powiat sądowy w Bukowsku.
W 1366 król Kazimierz III Wielki wydaje przywilej lokacyjny wsi po obu stronach rzeki Brzozowa, dziś Nadolany.
Od 10 listopada 1634 własność Jerzego i Wacława de Stano. W roku 1717 Samuel i Bogusław synowie Alexandra Stano sprzedają Nagórzany, Nadolany, Wolę Sękową i Wolę Jaworową Józefowi Bukowskiemu, łowczemu lwowskiemu.
W 1898 r. wieś liczyła 607 osób oraz 112 domów, powierzchnia wsi wynosiła 4,29 km², częścią wsi była wólka Wygnanka (72 osób), dodatkowo obszar dworski zajmował 2,36 km² powierzchni wsi. Wieś była zamieszkana w większości przez Polaków. Liczba społeczności żydowskiej i rusińskiej nie przekraczała 5% ludności. W roku 1900 wieś liczyła 727 mieszkańców, całkowita pow. wsi wynosiła wówczas 436 ha.
W połowie XIX wieku właścicielem posiadłości tabularnej Nadolany z Wygnanką był Wilhelm Poźniak. W 1905 Adolf Poźniak wraz ze współwłaścicielami posiadał we wsi obszar 228,8 ha (z czterema współwłaścicielami), a w 1911 posiadali 219 ha.
W 1928 r. we wsi znajdowała się stolarnia (Burnat A., Szatkowski K., Raichel D.), kuźnia (Pawiak W.), obuwnik (Kozimor J.), sklep (Kindlarski J.), młyn oraz tartak należący do właściciela większej części wsi Zenona Krzywkowicz-Poźniaka.
W okresie II wojny światowej Nadolany przynależały do placówki nr IV w Nowotańcu, podległej Komendzie Obwodu AK OP-23 w Sanoku. Łączniczką placówki była Barbara Krzywkowicz-Poźniak, córka właściciela Nadolan, przedwojennego wójta. Nadolany zostały częściowo spalone podczas walk niemiecko-sowieckich w dniu 4 sierpnia 1944.
W roku 1944 na mocy dekretów władzy ludowej, 6 września rozparcelowano własność rodziny Krzywkowicz-Poźniaków. Z funduszy państwowych w latach 1948–1949 wybudowano kilkanaście murowanych domów dla osób, których gospodarstwa zostały spalone w okresie walk 1944–1946. W roku 1950 pod wpływem PZPR powstała we wsi Rolnicza Spółdzielnia Produkcyjna „Pokój” (spółdzielnia ta upadła w roku 1957), w tym samym roku oddano do użytku, 1 września szkołę podstawową. W roku 1958 wybudowano we wsi dom ludowy. Wieś została zelektryfikowana w listopadzie 1963. W roku 1964 zawiązało się Koło Gospodyń Wiejskich. W latach siedemdziesiątych wybudowana została pierwsza linia telefoniczna. W latach 1965–1967 zostały zmeliorowane pola oraz wybudowano wodociąg wiejski. W latach 1985–1986 we wsi wybudowane zostały przyłącza gazowe do mieszkań. Od roku 1896 we wsi działa nieprzerwanie Ochotnicza Straż Pożarna licząca  90 członków.
W Nadolanach urodzili się profesorowie Julian Sokołowski (1932-2004) i Edward Kindlarski (1943-1996).

### Dawne nazwy

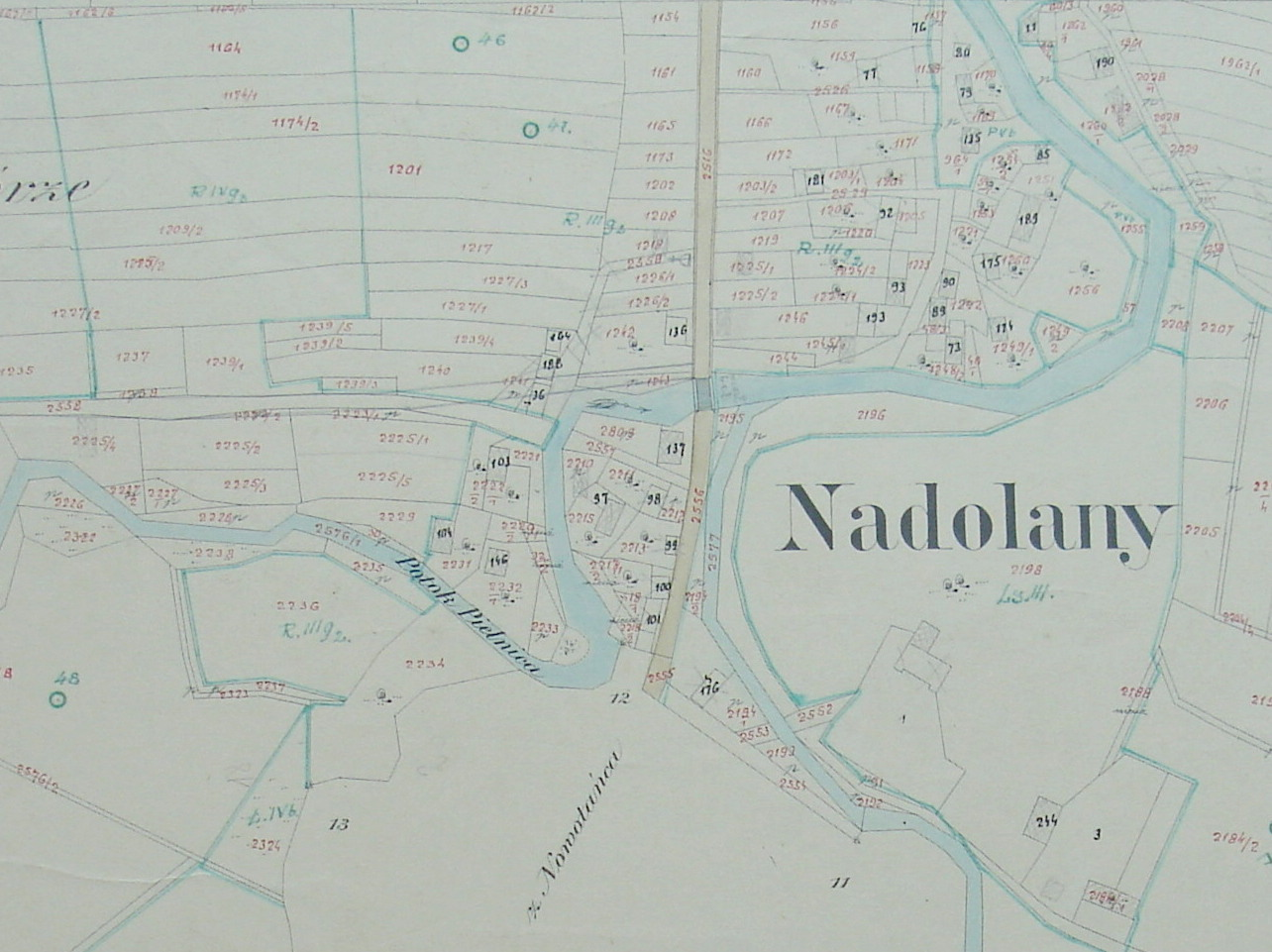
Nadolany, mapa 1852

- haerede de Lobetans alias Brzozowa – 1366 – połowa XV w.
- supper oppido toto Nowothanyecz – 1446
- Possada Nowothaniecz – 1577
- Wiesz Nadoliany – 1589
- Nadolany – 1699

Nazwa etniczna oznaczająca mieszkańców Posady Dolnej (przedmieścia), po powtórnej lokacji w roku 1444 miasta Nowotaniec, część północna Nowotańca. Ukr. Nadol'any, łem. Nadolane. Na radzieckich mapach wojskowych z ok. II w.ś. jako (ros.: Надоляны).

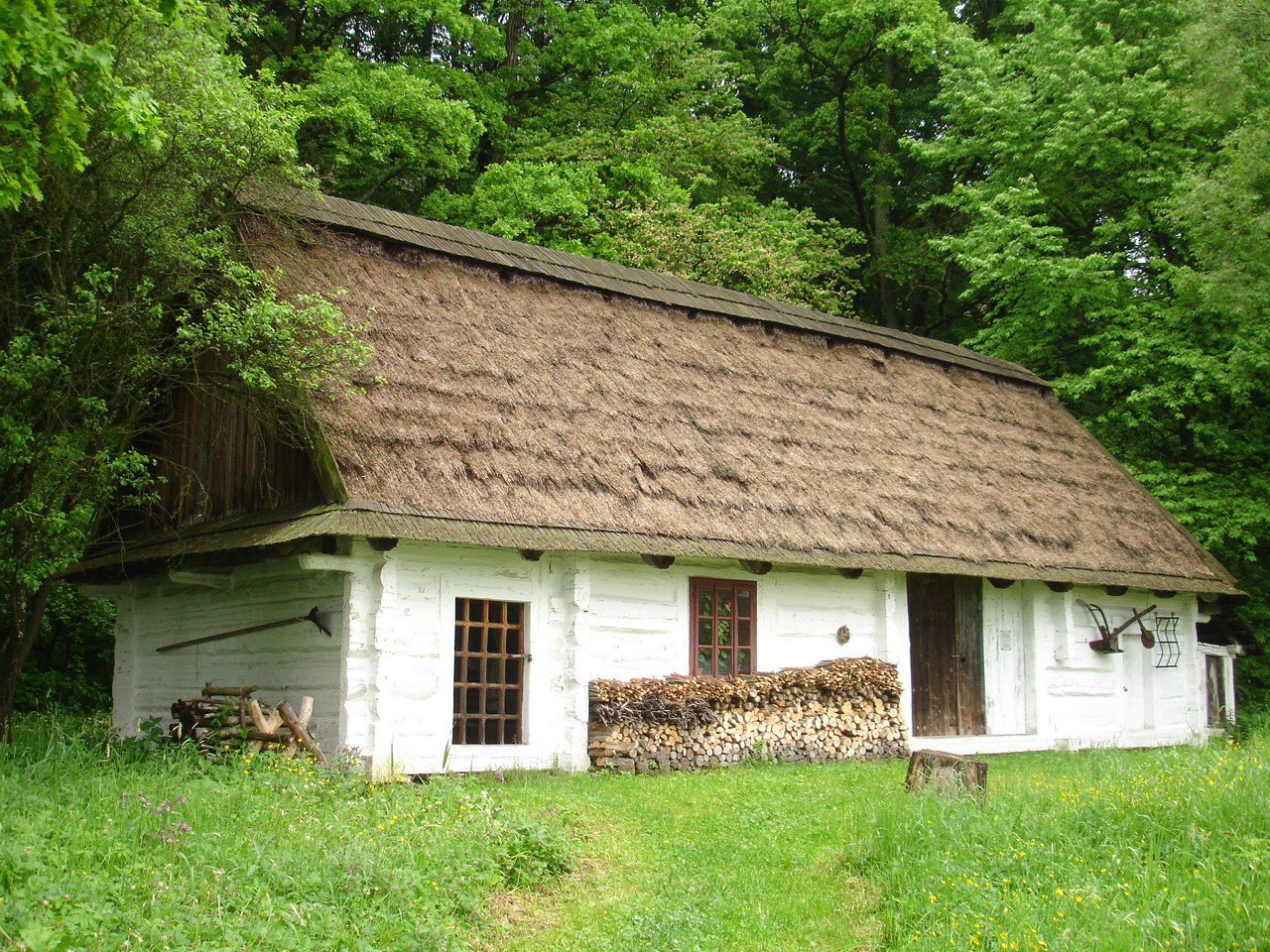
Dawna zabudowa Nadolan. Chałupa pogórzańska przeniesiona do skansenu w Sanoku

## Zarządcy

### Właściciele
- Balowie de Lobetanz (1366-1565)
- Stanowie (1565-1713)
- Bukowscy (1713-1746)
- Bronieccy, Gumowscy (1746-1767)
- Sas-Jaworscy (1767-1813)
- Krzywkowicz-Poźniakowie (1813-1944)

### Wójtowie
- 1790. Sebastian Kucharski
- 1795. Wawrzyniec Jazowski
- 1803. Sebastian Cesarczyk
- 1806. Jakub Silarski
- 1876. Józef Silarski
- 1900.Karol Burnat
- 1910.Józef Sabat
- 1939. Zenon Krzywkowicz-Poźniak
- 1940. Leon Mazur (Ukrainiec, rozstrzelany wyrokiem sądu przez AK)

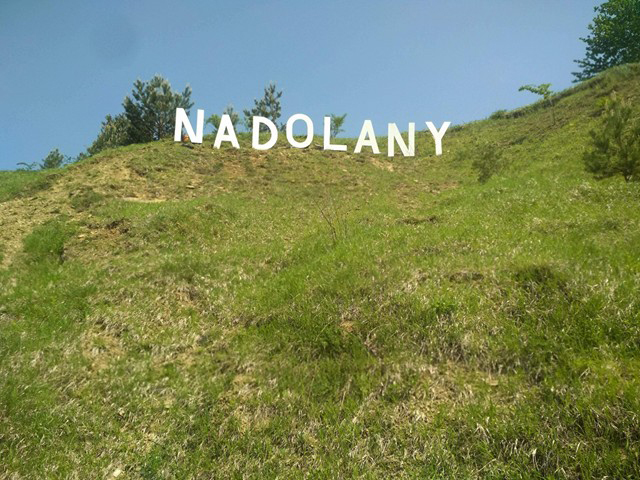
Napis skarpa Nadolany

- 1946. Stanisław Silarski

## Liczba ludności
- rok 1898 – 535
- rok 1929 – 616
- rok 2002 – 600

### Emigracja
Po roku 1848 nasiliły się procesy migracyjne ludności:
- 1848–1866 – Węgry (okolice Koszyc i Jasova),
- 1866–1914 – emigracja zarobkowa do USA (okolice Chicago) i Francji,
- okres międzywojenny – rejon Bydgoszczy, Tczewa i Białegostoku,
- po II wojnie światowej – głównie województwo opolskie i województwo śląskie.

## Architektura
W XIX w. wieś stanowiła północne przedmieście Nowotańca. Przysiółek Wygnanka oddzielony był od głównej grupy zabudowań rolami i pastwiskiem. Z zabytków pozostały w Nadolanach resztki parku dworskiego założonego w XIX w. w typie krajobrazowym. Zachowały się stare lipy, akacje i modrzewie. Wieś graniczy z Nowotańcem, Pielnią i Odrzechową. Do 1946 we wsi znajdował się murowany dwór właścicieli, spalony później przez Stiaha sotnię UPA.